# 라스알카이마
라스알카이마(아랍어: رأس الخيمة)는 아랍에미리트를 구성하는 7개의 토후국 가운데 하나인 라스알카이마 토후국의 수도로 인구는 120,347명(2010년 기준)이다.